# Гражданская партия Казахстана
Гражданская партия Казахстана (ГПК) — бывшая общественно-политическая организация в Казахстане.

## История
Учредительный съезд ГПК состоялся 17 ноября 1998 года в городе Актобе. На съезде были приняты программа и устав партии. Первым секретарём был избран Азат Перуашев. 29 декабря 1998 года зарегистрирована в Министерстве юстиции Казахстана. ГПК выступала за построение демократического правового государства, формирование институтов гражданского общества, укрепление и развитие государственности. Большая часть членов ГПК — рабочие и служащие крупнейших предприятий горнодобывающей, металлургической промышленности. Главный орган партии — ЦК. Филиалы партии имелись во всех областях страны, а также в Астане и Алматы. Список партии получил одно место на выборах в мажилис в 1999 году по общенациональному округу. Численность членов партии составляла 100 тыс. чел. (2002).
7 декабря 2002 года на съезде Гражданской партии Казахстана, проходившем в Павлодаре, принял участие президент Казахстана Нурсултан Назарбаев. Президент встретился с делегатами съезда и выступил с кратким докладом.
На парламентских выборах в 2004 году ГПК совместно с Аграрной партией Казахстана сформировала избирательный блок — Аграрно-индустриальный союз трудящихся, который по результатам выборов получил одно место в Мажилисе Парламента Казахстана по партийному списку.
23 сентября 2005 года в Павлодаре прошёл внеочередной VI съезд партии с участием президента Казахстана Нурсултана Назарбаева. Партия заявила о своей поддержке кандидатуры Нурсултана Назарбаева на президентских выборах 2005 года.
10 ноября 2006 года в Астане состоялся VII съезд партии с участием президента Казахстана Нурсултана Назарбаева. На съезде более 300 делегатов проголосовали за слияние Гражданской партии Казахстана с партией власти «Отан».